# Idiognophomyia ignava
Idiognophomyia ignava är en tvåvingeart som först beskrevs av Alexander 1920.  Idiognophomyia ignava ingår i släktet Idiognophomyia och familjen småharkrankar. Inga underarter finns listade i Catalogue of Life.